# جایزه لورنزو باندینی
جایزه لورنزو باندینی (ایتالیایی: Trofeo Lorenzo Bandini) یک جایزهٔ سالانه است که جهت ارج‌نهادن بر دستاوردهای یک فرد یا یک تیم در مسابقات اتومبیل‌رانی فرمول یک اهدا می‌شود. این جایزه به یاد لورنزو باندینی رانندهٔ ایتالیایی نام‌گذاری شده‌است که سه روز پس از یک تصادف مرگبار در جایزه بزرگ موناکو ۱۹۶۷ بر اثر سوختگی‌های شدید درگذشت. این جایزه، یک کپی دقیق سرامیکی از خودروی فراری ۳۱۲/۶۷ باندینی است که شمارهٔ ۱۸ روی آن حک شده‌است و به‌جای نتیجهٔ به‌دست آمده، به‌واسطهٔ شیوهٔ دستیابی به موفقیت و شخصیت و روند رسیدن به مسابقات، به «یک عملکرد ستودنی در ورزش‌های موتوری» اهدا می‌شود. یک هیئت ۱۲ نفره از داوران، شامل خبرنگاران مسابقات موتوری و اعضای سابق تیم‌های فرمول یک، برندهٔ این جایزه را مشخص می‌کنند. برنده در مراسمی در بریسیگلا در امیلیا-رومانیا، شهر خانگی باندینی، جایزه را از انجمن جایزه لورنزو باندینی دریافت می‌کند. این جایزه در دنیای مسابقات موتوری بسیار معتبر قلمداد می‌شود.
ایوان کاپلی، رانندهٔ ایتالیایی، نخستین برندهٔ جایزهٔ لورنزو باندینی بود که در سال ۱۹۹۲ موفق به کسب آن شد. این جایزه در سال‌های ۱۹۹۳ و ۱۹۹۴ اهدا نشد و هیچ شخصی نیز تاکنون موفق نشده‌است که بیش از یک بار این جایزه را از آن خود کند. این جایزه معمولاً به رانندگان مسابقه تعلق می‌گیرد، اما چهار عضو غیر رانندهٔ تیم نیز آن را کسب کرده‌اند: لوکا دی مونتدزمولو، رئیس فراری (۱۹۹۷)، پیرو فراری، معاون رئیس هیئت مدیرهٔ شرکت (۲۰۱۳) و استفانو دومنیکالی، مدیر عامل اجرایی فرمول یک، و ماسیمو ریولا، مدیر عامل اجرایی رقابت‌های جایزه بزرگ موتورسواریِ آوریلیا (۲۰۲۱). این جایزه در دو مورد نیز به تیم‌های مسابقه اهدا شده‌است: تیم فرمول یک مرسدس آام‌گ پتروناس برای کسب مقام قهرمانی سازندگان جهان با یک موتور وی۶ مجهز به فناوری هیبرید (۲۰۱۵) و اسکودریا فراری جهت بزرگداشت هفتادمین سالگرد بنیان‌گذاری آن (۲۰۱۷). این جایزه ده بار به رانندگان و تیم‌های ایتالیایی و چهار بار به شرکت‌کنندگان و سازندگان آلمانی و بریتانیایی اهدا شده‌است. برندهٔ این جایزه در سال ۲۰۲۳ لاندو نوریس بوده‌است.

## برندگان
| سال              | تصویر                                                                                            | برنده                           | ملیت           | منبع   |
| ---------------- | ------------------------------------------------------------------------------------------------ | ------------------------------- | -------------- | ------ |
| ۱۹۹۲             | یک عکس سیاه‌وسفید از ایوان کاپلی در سال ۱۹۹۱                                                      | ایوان کاپلی                     | ایتالیا        | [ ۹ ]  |
| ۱۹۹۳             | بدون جایزه                                                                                       | بدون جایزه                      | بدون جایزه     | [ ۹ ]  |
| ۱۹۹۴             | بدون جایزه                                                                                       | بدون جایزه                      | بدون جایزه     | [ ۹ ]  |
| ۱۹۹۵ (برای ۱۹۹۴) | یک عکس سیاه و سفید از دیوید کولتارد در سال ۱۹۹۹                                                  | دیوید کولتارد                   | بریتانیا       | [ ۹ ]  |
| ۱۹۹۶ (برای ۱۹۹۵) | ژاک ویلنوو در سال ۲۰۰۲                                                                           | ژاک ویلنوو                      | کانادا         | [ ۹ ]  |
| ۱۹۹۷ (برای ۱۹۹۶) | لوکا کوردرو دی مونتدزمولو در سال ۲۰۰۸                                                            | لوکا کوردرو دی مونتدزمولو       | ایتالیا        | [ ۹ ]  |
| ۱۹۹۸ (برای ۱۹۹۷) | جانکارلو فیزیکلا با یک لباس مسابقه‌ای قرمز و سفید در سال ۲۰۱۲                                     | جانکارلو فیزیکلا                | ایتالیا        | [ ۹ ]  |
| ۱۹۹۹ (برای ۱۹۹۸) | الکساندر وورز مسابقه ۲۴ ساعته لمانز سال ۲۰۱۶                                                     | الکساندر وورز                   | اتریش          | [ ۹ ]  |
| ۲۰۰۰ (برای ۱۹۹۹) | یارنو ترولی در سال ۲۰۱۴                                                                          | یارنو ترولی                     | ایتالیا        | [ ۹ ]  |
| ۲۰۰۱ (برای ۲۰۰۰) | جنسون باتن در جایزه بزرگ مالزی سال ۲۰۱۰                                                          | جنسون باتن                      | بریتانیا       | [ ۱۴ ] |
| ۲۰۰۲ (برای ۲۰۰۱) | خوان پابلو مونتویا جایزه بزرگ ایالات متحده سال ۲۰۰۲                                              | خوان پابلو مونتویا              | کلمبیا         | [ ۱۵ ] |
| ۲۰۰۳ (برای ۲۰۰۲) | میشائیل شوماخر جایزه بزرگ ایالات متحده سال ۲۰۰۵                                                  | میشائیل شوماخر                  | آلمان          | [ ۱۶ ] |
| ۲۰۰۴ (برای ۲۰۰۳) | کیمی رایکونن در یک معبد چینی در تایوان در سال ۲۰۰۲                                               | کیمی رایکونن                    | فنلاند         | [ ۹ ]  |
| ۲۰۰۵ (برای ۲۰۰۴) | فرناندو آلونسو در جایزه بزرگ موتورسواری ایتالیا سال ۲۰۱۶                                         | فرناندو آلونسو                  | اسپانیا        | [ ۱۷ ] |
| ۲۰۰۶ (برای ۲۰۰۵) | مارک وبر در جایزه بزرگ کانادا سال ۲۰۰۸                                                           | مارک وبر                        | استرالیا       | [ ۱۸ ] |
| ۲۰۰۷ (برای ۲۰۰۶) | فلیپه ماسا در رقابت‌های بین‌المللی ستاره مسابقات کارتینگ در سال ۲۰۰۷                               | فلیپه ماسا                      | برزیل          | [ ۱۹ ] |
| ۲۰۰۸ (برای ۲۰۰۷) | رابرت کوبیکا با لباس ب‌ام‌و سائوبر در سال ۲۰۰۷                                                     | رابرت کوبیکا                    | لهستان         | [ ۲۰ ] |
| ۲۰۰۹ (برای ۲۰۰۸) | سباستیان فتل در حال دست تکان دادن برای گروهی از تماشاگران در جایزه بزرگ کانادا سال ۲۰۰۸          | سباستیان فتل                    | آلمان          | [ ۲۱ ] |
| ۲۰۱۰ (برای ۲۰۰۹) | لوئیز همیلتون در حال صحبت‌کردن در یک کنفرانس خبری در جایزه بزرگ سنگاپور سال ۲۰۰۸                  | لوئیز همیلتون                   | بریتانیا       | [ ۲۲ ] |
| ۲۰۱۱ (برای ۲۰۱۰) | نیکو رزبرگ با کت و شلوار در سال ۲۰۱۵                                                             | نیکو رزبرگ                      | آلمان          | [ ۶ ]  |
| ۲۰۱۲ (برای ۲۰۱۱) | برونو سنا با یک تی‌شرت سیاه با نشان‌های حامیان مالی و شلوار جین در جایزه بزرگ کانادا سال ۲۰۱۱      | برونو سنا                       | برزیل          | [ ۴ ]  |
| ۲۰۱۳ (برای ۲۰۱۲) | –                                                                                                | پیرو فراری                      | ایتالیا        | [ ۱۰ ] |
| ۲۰۱۴ (برای ۲۰۱۳) | دنیل ریکاردو در جایزه بزرگ مالزی سال ۲۰۱۵                                                        | دنیل ریکاردو                    | استرالیا       | [ ۸ ]  |
| ۲۰۱۵ (برای ۲۰۱۴) | لوئیز همیلتون در حال راندن خودروی فرمول یک نقره‌ای مرسدس در جایزه بزرگ سنگاپور سال ۲۰۱۴           | تیم فرمول یک مرسدس آام‌گ پتروناس | آلمان          | [ ۱ ]  |
| ۲۰۱۶ (برای ۲۰۱۵) | ماکس فرستاپن در جایزه بزرگ مالزی سال ۲۰۱۶                                                        | ماکس فرستاپن                    | هلند           | [ ۲۳ ] |
| ۲۰۱۷ (برای ۲۰۱۶) | سباستیان فتل در حال رانندگی با خودروی فرمول یک فراری در پیست بارسلون-کاتالونیا در اوایل سال ۲۰۱۷ | اسکودریا فراری                  | ایتالیا        | [ ۱۲ ] |
| ۲۰۱۸ (برای ۲۰۱۷) | والتری بوتاس در جایزه بزرگ ایالات متحده سال ۲۰۱۷                                                 | والتری بوتاس                    | فنلاند         | [ ۷ ]  |
| ۲۰۱۹ (برای ۲۰۱۸) | آنتونیو جوویناتزی در مرحلهٔ آزمون پیش از فصل ۲۰۱۹ در پیست بارسلون-کاتالونیا                       | آنتونیو جوویناتزی               | ایتالیا        | [ ۲۴ ] |
| ۲۰۲۰ (برای ۲۰۱۹) | شارل لکلرک با تی‌شرت قرمز فراری و عینک دودی مشکی                                                  | شارل لکلرک                      | موناکو         | [ ۱۰ ] |
| ۲۰۲۱             | Stefano Domenicali in 2020                                                                       | استفانو دومنیکالی               | ایتالیا        | [ ۱۱ ] |
| ۲۰۲۱             | Massimo Rivola at a signing in 2013                                                              | ماسیمو ریولا                    | ایتالیا        | [ ۱۱ ] |
| ۲۰۲۲             | کوین مگنوسن با یک ژاکت سیاه تیم هاس                                                              | کوین مگنوسن                     | دانمارک        | [ ۲۵ ] |
| ۲۰۲۳             |                                                                                                  | لاندو نوریس                     | بریتانیای کبیر | [ ۱۳ ] |

## آمار
| ملیت     | برندگان |
| -------- | ------- |
| ایتالیا  | ۱۰      |
| آلمان    | ۴       |
| بریتانیا | ۴       |
| استرالیا | ۲       |
| برزیل    | ۲       |
| فنلاند   | ۲       |
| اتریش    | ۱       |
| کانادا   | ۱       |
| کلمبیا   | ۱       |
| موناکو   | ۱       |
| هلند     | ۱       |
| لهستان   | ۱       |
| اسپانیا  | ۱       |
| دانمارک  | ۱       |